# Laurence
Laurence är ett könsneutralt förnamn. 107 män har namnet i Sverige och 71 kvinnor. Flest bär namnet i Stockholm, där 43 män och 36 kvinnor har namnet.